# El Ouatia
El Ouatia (Tamazight: ⵍⵡⵟⵢⴰ, arabisch الوطية) ist eine etwa 15.000 Einwohner zählende Stadt am Atlantik in der Provinz Tan-Tan in der Region Guelmim-Oued Noun im Südwesten Marokkos. Der Ort wird oft noch als Tan-Tan-Plage bezeichnet.

## Lage und Klima
El Ouatia liegt an der Atlantikküste ca. 25 km (Fahrtstrecke) westlich der Provinzhauptstadt Tan-Tan in einer Höhe von ca. 5–25 m. Durch den Ort führt die in Nord-Süd-Richtung entlang der Küste verlaufende Fernverkehrsstraße N1. Bis nach Agadir sind es ungefähr 358 km in nordöstlicher Richtung; Tarfaya liegt etwa 192 km südwestlich. Das Klima ist wüstenartig; der äußerst spärliche Regen (ca. 95 mm/Jahr) fällt nahezu ausschließlich im Winterhalbjahr.

## Bevölkerung
| Jahr      | 1994  | 2004  | 2014  | 2024   |
| Einwohner | 7.846 | 6.407 | 9.295 | 14.258 |

Die Bevölkerungszahl des ehemaligen Fischerdorfs ist seit Beginn der Unabhängigkeit Marokkos (1956) durch Zuwanderung von Berberfamilien deutlich angestiegen.

## Wirtschaft
Fischerei wird nur noch in geringem Umfang betrieben; stattdessen haben sich Bade- und Surftourismus etabliert.

## Geschichte
Der Ort war in der spanischen Kolonialzeit ein Außenposten des spanischen Militärs und wurde erst im Jahr 1958 an Marokko übergeben.

## Umgebung
Beim gut 90 km südwestlich gelegenen Dorf Akhfenir, etwa auf halber Strecke zwischen Tan-Tan und Tarfaya, befindet sich der im Jahr 2006 aus bereits früher eingerichteten Naturschutzgebieten gebildete Nationalpark Khenifiss, dessen Lagune hauptsächlich Wasservögeln als Brutplatz dient.